# Watsonville
Watsonville, también conocido como Watsón y fundada en 1868, es una ciudad ubicada en el condado de Santa Cruz en el estado estadounidense de California. En el año 2008 tenía una población de 50 442 habitantes y una densidad poblacional de 3075,7 personas por km².

## Geografía
Watsonville se encuentra ubicada en las coordenadas 36°55′12″N 121°45′49″O / 36.92000, -121.76361. Según la Oficina del Censo, la ciudad tiene un área total de 16,6 km² (6,4 mi²), de la cual 16,4 km² (6,3 mi²) es tierra y 0,2 km² (0,1 mi²) (1,24%) es agua.

## Demografía
Según la Oficina del Censo en 2000 los ingresos medios por hogar en la localidad eran de $37 617, y los ingresos medios por familia eran $40 293. Los hombres tenían unos ingresos medios de $26 701 frente a los $22 225 para las mujeres. La renta per cápita para la localidad era de $13 205. Alrededor del 19,1% de la población estaban por debajo del umbral de pobreza.

## Periódico
The Pajaronian (anteriormente el Register-Pajaronian) tiene sus raíces en 1868 y se publica semanalmente todos los viernes. En 1956 ganó el Premio Pulitzer por reportajes de investigación. Durante muchos años fue propiedad de empresas de fuera de la ciudad, pero ahora forma parte de un grupo local con Good Times en Santa Cruz.

## Galería de fotos

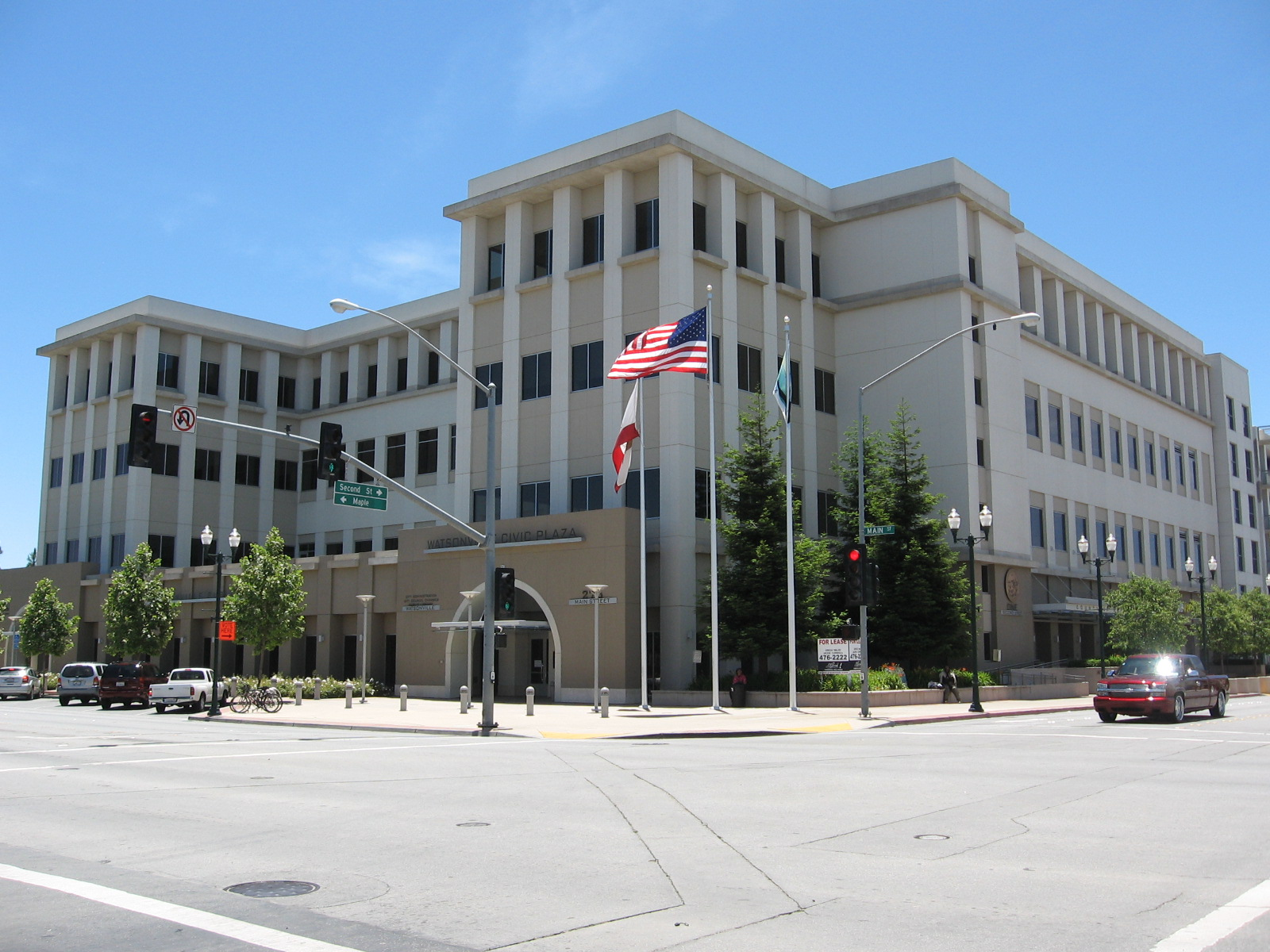
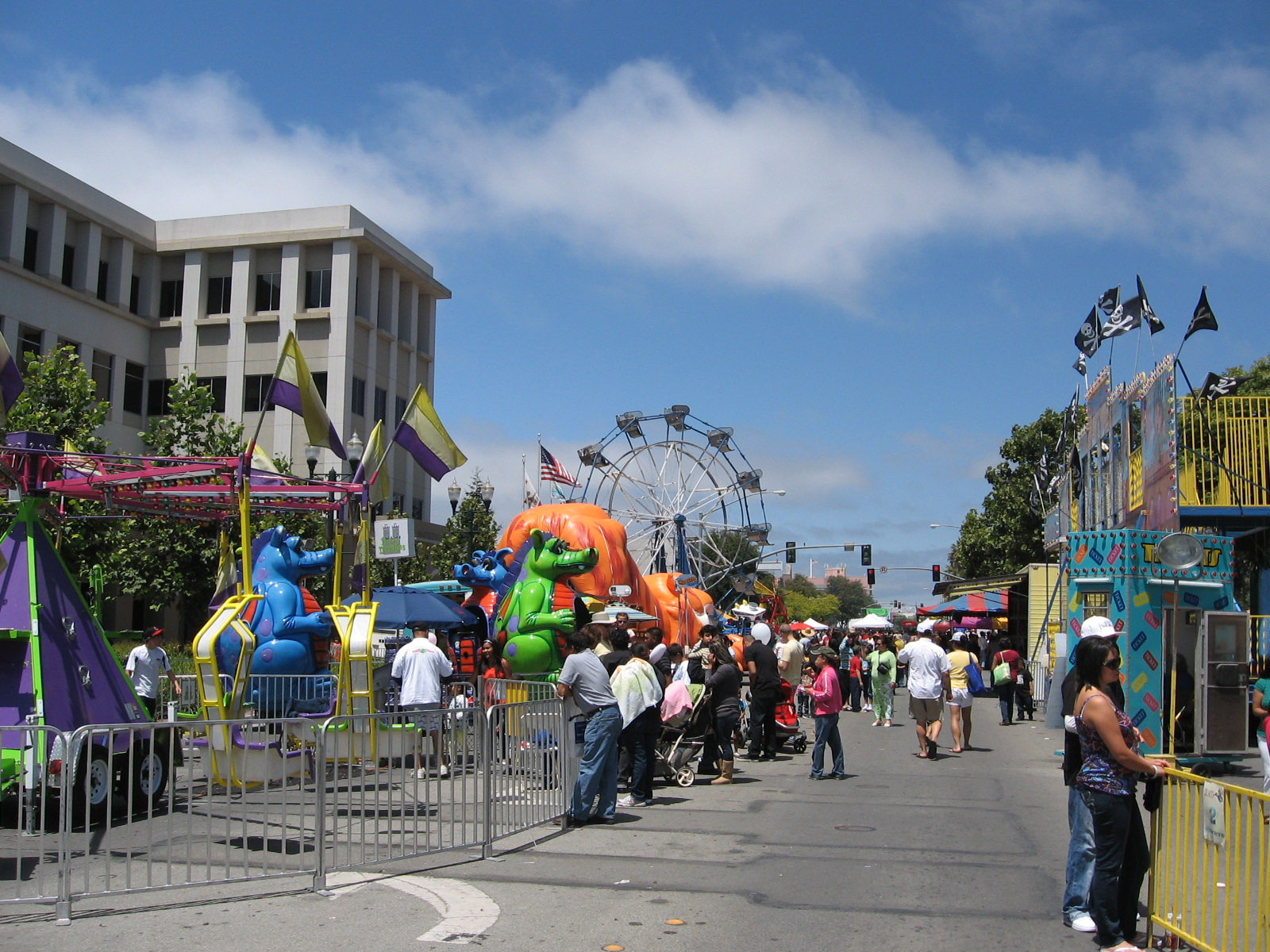
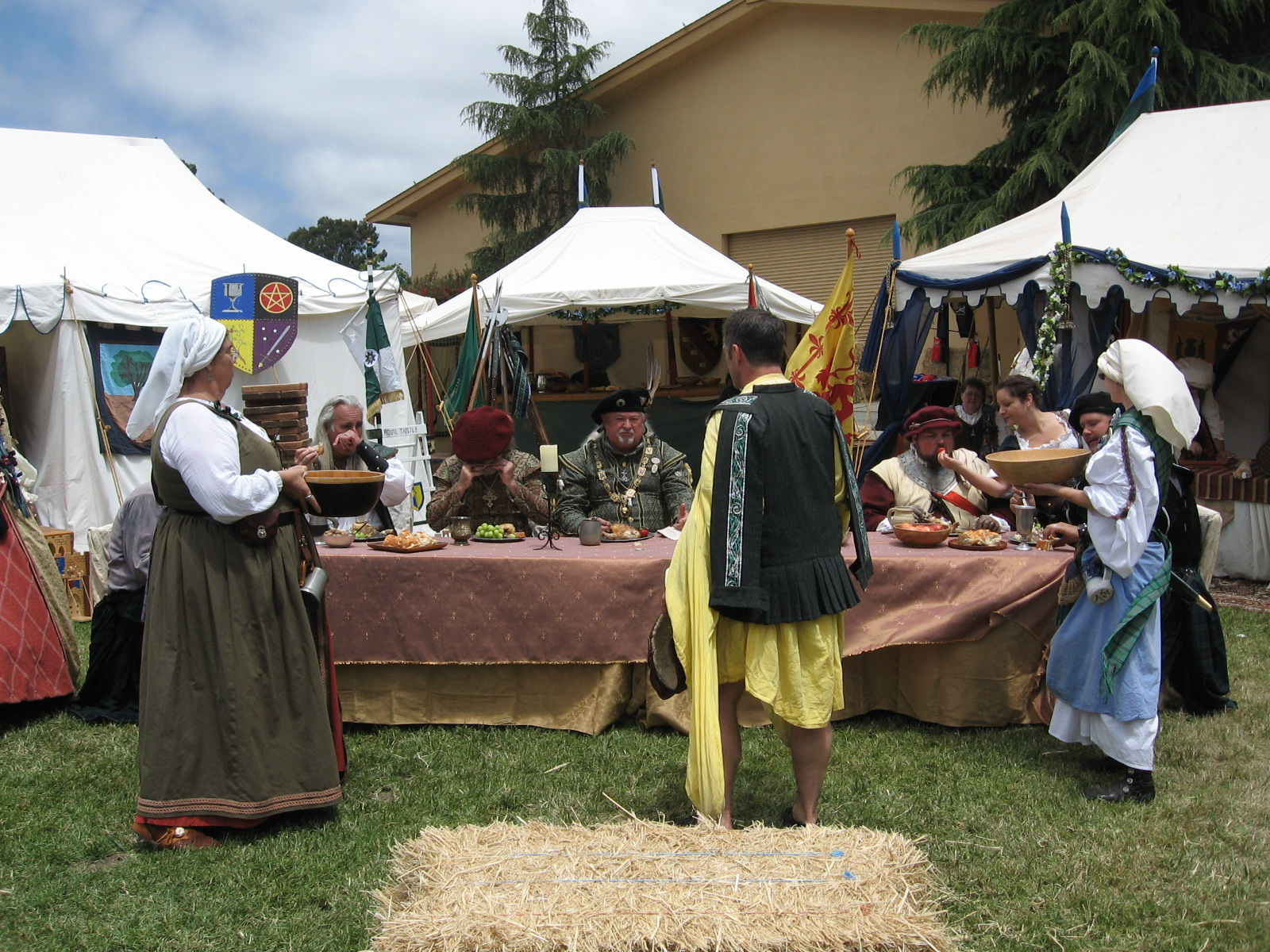
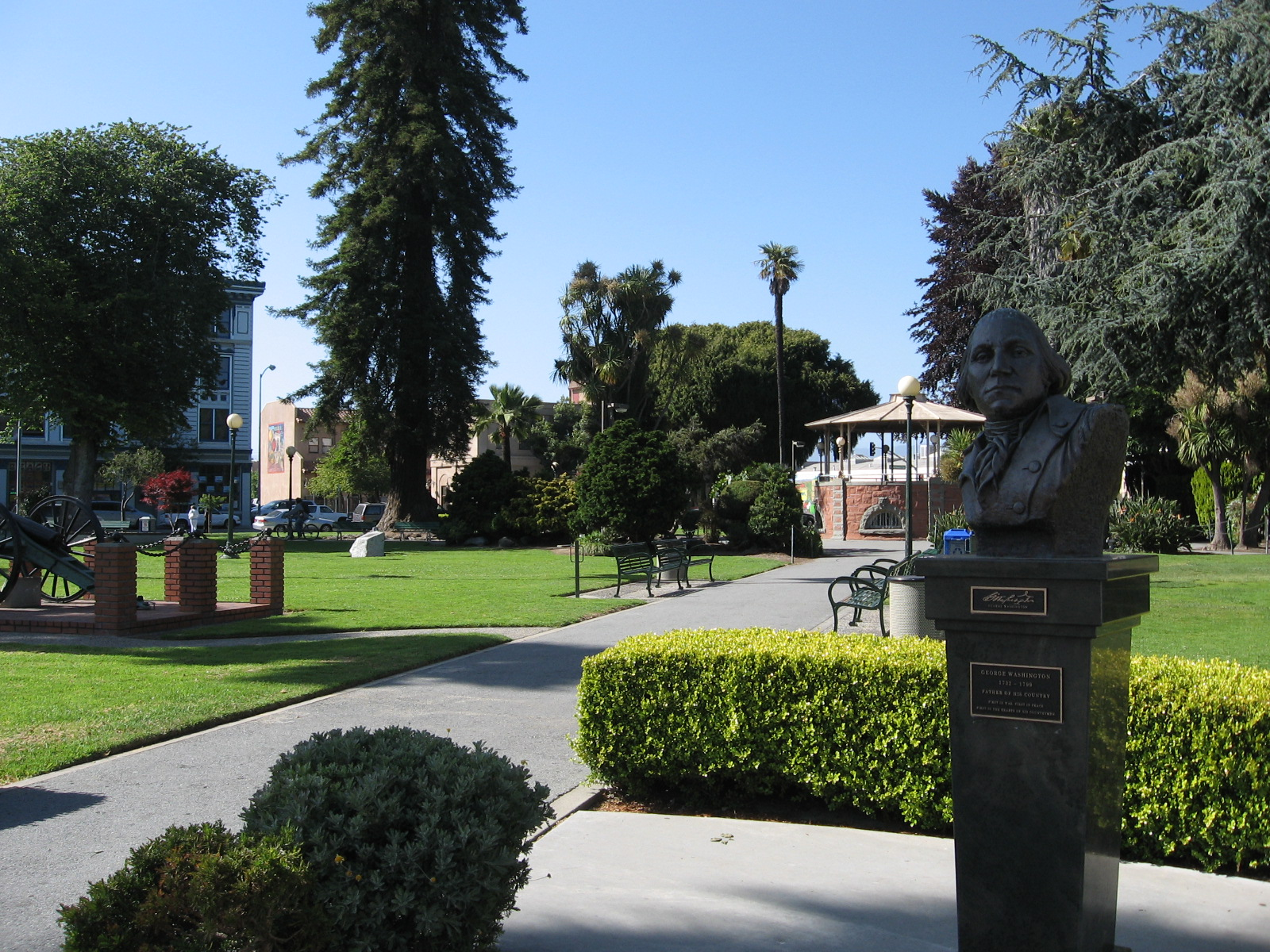